# Joel Jones
Joel „JoJo“ Martin Jones-Camacho (* 17. Juli 1981 in San Diego) ist ein ehemaliger US-amerikanischer Basketballspieler mit puerto-ricanischen Wurzeln. Er spielte College-Basketball in der NCAA und danach für verschiedene Vereine der Baloncesto Superior Nacional (BSN). International spielte Jones in der Chinese Basketball Association für die Shandong Lions sowie in Deutschland für die BG Karlsruhe. 2007 und 2008 war er Teil der puerto-ricanischen Basketballnationalmannschaft.

## Leben und Karriere
Jones spielte von 2001 bis 2004 am Sacramento State College, nachdem er vom Grossmont College gewechselt war. Mit den Sacramento State Hornets spielte er in den Saisons 2001/2002 und 2003/2004 in der Big Sky Conference.
In seiner Profikarriere spielte Jones seit 2002 in der National Superior Basketball League of Puerto Rico und während der Saison 2005/2006 in der Chinese Basketball Association.
2006 wechselte Jones zu den Los Angeles D-Fenders (NBDL).
In Deutschland spielte Jones 2007 für die BG Karlsruhe.
Im Sommer 2007 repräsentierte Jones Puerto Rico als Teil der puerto-ricanischen Basketballnationalmannschaft während der Panamerikanischen Spiele 2007. Die Mannschaft gewann die Silber-Medaille. 2008 war er zunächst als Reservespieler erneut Teil des Teams. Währenddessen unterzeichnete Jones einen Spielvertrag mit dem israelischen Verein Ironi Ramat (Ligat ha’Al), den er aufgrund familiärer Umstände nicht antrat.